# 前线 (杂志)
《前线》创刊于1958年，是中国大陆政治类月刊，编辑部位于北京市。
1961年9月，《前线》杂志为“丰富刊物内容”、“活跃气氛”、“提高质量”，开辟了一个专栏《三家村札记》。该专栏邀请北京市委副书记邓拓、北京市副市长吴晗、北京市委统战部部长廖沫沙三人合写。
《前线》在2018年被中华人民共和国国家新闻出版广电总局新闻报刊司评为2017年全国“百强报刊”。